# Eunidia albicans
Eunidia albicans là một loài bọ cánh cứng trong họ Cerambycidae.